# Samuel Sorbière
Samuel Sorbière (Saint-Ambroix, 17 settembre 1615 – Parigi, 9 aprile 1670) è stato un traduttore e filosofo francese, curatore della prima versione in francese del De Cive di Thomas Hobbes e dell'Utopia di Tommaso Moro.
Nel 1639 si trasferì a Parigi, dove studiò medicina: compì numerosi viaggi attraverso l'Italia e la Francia, e nel 1660 venne nominato storiografo di corte di Luigi XIV. Nel 1662 si trasferì a Londra. 
Oltre che di numerose traduzioni in francese di importanti opere filosofiche contemporanee, fu autore di una biografia di Pierre Gassendi, pubblicata nel 1662. 
Partecipò all'attività dell'Académie de Montmor e dell'Académie des Sciences.